# 蓝色生死恋 (中国电影)
《蓝色生死恋》（英語：Autumn Fairy Tale），是一部于2019年上映的爱情电影。本片改编自韩剧《蓝色生死恋》，由许凯、赵露思、焦睿、孟美岐领衔主演，2019年2月14日于中国大陆上映。

## 演员列表

### 主要演员
| 演员姓名 | 角色名称 | 介绍 |
| 赵露思   | 恩熙     | 襁褓時被俊熙家誤抱，直到13年後車禍驗血才真相大白。雖然有一個親哥哥，但是喜歡賭博而且有暴力傾向，讓家裡債臺高築，不忍親生母親獨自辛苦受累，即便心中時刻思念俊熙一家，仍然決定留在親生母親身邊照顧她。為了還債，恩熙什麼工作都做。多年後，再次巧遇俊熙，而本來對俊熙的兄妹感情，卻悄悄地在心裡起了變化。 |
| 焦睿     | 俊熙     | 從小就非常疼愛恩熙，雖然偶爾作弄，但恩熙有什麼事情一定第一時間站出來幫她。在恩熙回到原生家庭後與之失聯，多年後相遇，卻發現自己心裡對恩熙已不只是兄妹情誼，更多了一絲悸動。 |
| 许凯     | 韩泰錫   | 俊熙國外念書時認識的好友，富家少爺。外在形象花心、紈褲，但內心對愛很執著、堅定。在收費站巧遇恩熙後一見鍾情，展開追求。 |
| 孟美岐   | 芯愛     | 俊熙的親妹妹，十三年來一直生活在貧窮、惡劣的環境。後來知道真相後，認為本該屬於自己的東西都被恩熙佔有，憤而離開原本的家，與俊熙一家去到美國生活，喜歡韩泰。 |
| 李沁宜   | 幼美     | 韩泰介紹給俊熙的校花女友，為了俊熙回國，卻得知俊熙心中愛的不是自己的真相，最後放手祝福俊熙與恩熙 |

### 其他演员
| 演员姓名 | 角色名称   | 介绍                                                                   |
| 梁婧娴   | 苏冉       | 恩熙的同事兼好友                                                       |
| 张檬     | 高速收費員 | 在收費站遇到韓泰錫，犯花癡時延誤後方其他車輛，是韓泰錫與恩熙間接的紅娘 |
| 何明翰   | 洪泰       |                                                                        |
| 张秋歌   | 古董店老闆 | 專門修理人家不修理的機器                                               |
| 杨大鹏   | 王總       |                                                                        |